# Kurýr (film, 2002)
Kurýr (v originále The Transporter, francouzsky Le Transporteur) je francouzský akční film z roku 2002 v angličtině, který natočili Corey Yuen a Louis Leterrier podle scénáře Luca Bessona a Roberta Marka Kamena. Jedná se o první díl série Kurýr a v hlavní roli se objevuje Jason Statham, vedle něhož hrají Shu Qi, François Berléand a Matt Schulze. Ve filmu se Frank Martin, britský nájemný řidič žijící ve Francii, zaplete do spiknutí obchodníků s lidmi.
Premiéra filmu se konala 2. října 2002 v Regency Village Theatre v Los Angeles a do kin byl poprvé uveden 11. října ve Spojených státech společností 20th Century Fox, 23. října ve Francii společností EuropaCorp a 17. ledna 2003 ve Velké Británii. Film získal od kritiků smíšené hodnocení s pochvalou akčních sekvencí a Stathamova výkonu. Celosvětově vydělal 43,9 milionu dolarů a v roce 2005 následovalo pokračování s názvem Kurýr 2.

## Děj
Frank Martin je špičkový řidič pro ilegální zakázky v jižní Francii, který dodržuje tři přísná pravidla:
1. Nikdy neměň dohodu.
2. Žádná jména.
3. Nikdy neotvírej balík.

V Nice je najat jako únikový řidič pro trojici lupičů, ale ti přivedou i čtvrtého muže. Frank odmítá odjet, dokud šéf gangu jednoho ze svých lidí nezabije. Po úspěšném útěku Frank odmítne nabídku na další převoz do Avignonu. Lupiče později zatkne policie, protože nejsou tak dobří řidiči.
Frank přijme další práci – má doručit balík o hmotnosti 50 kg Američanovi přezdívanému Wall Street. Když zjistí, že v balíku je svázaná žena, poruší třetí pravidlo a dá jí napít. Žena se pokusí utéct, ale Frank ji chytí. Po doručení mu Wall Street předá kufřík, který se později ukáže být pastí – při krátké zastávce exploduje.
Rozzuřený Frank se vrací a napadne Wall Streetovu vilu, kde znovu narazí na ženu z balíku, Lai. Vezme ji s sebou domů a zjistí, že jde o oběť obchodu s lidmi. Lai odhalí, že Wall Street převáží stovky čínských imigrantů v kontejnerech. Při dalším útoku na Frankův dům oba uprchnou podvodní chodbou do bezpečného úkrytu.
Lai získá informace z policejního počítače a odhalí, že Wall Street spolupracuje s jejím otcem, panem Kwaiem. Při pokusu o konfrontaci je Frank zatčen, ale Tarconi mu nakonec umožní uniknout. Frank vyzbrojí svůj člun a sleduje transporty do marseillského přístavu.
Na dálnici dožene kamiony a v sérii akčních scén na pohybujících se vozidlech zlikviduje Wall Streeta. Kwai se pokusí Franka zabít, ale Lai ho zastřelí. Policie zatím osvobozuje imigranty z kontejnerů.

## Obsazení
- Jason Statham jako Frank Martin
- Shu Qi jako Lai Kwai
- François Berléand jako inspektor Tarconi
- Matt Schulze jako Darren „Wall Street“ Bettencourt
- Ric Young jako pan Kwai
- Adrian Dearnell jako hlasatel